# HMS P48 (P48)
Le HMS P48 (Pennant number: P48) est un sous-marin de la classe Umpire de la Royal Navy, construit en 1942 par Vickers-Armstrongs à Barrow-in-Furness.

## Carrière
Mis en service le 18 juin 1942, le HMS P48 a passé la plus grande partie de sa carrière en Méditerranée.
Après une première patrouille en mer de Norvège, le P48 a navigué jusqu'à Gibraltar, puis a été affecté à la 10e Flottille sous-marine, basée à Malte. Après une patrouille sans incident, il quitte le port lors de sa dernière patrouille, le 23 décembre 1942. On pense qu'il a coulé deux jours plus tard alors qu'il attaquait un convoi italien dans le golfe de Tunis en direction de Tunis, à partir de grenades sous-marines lancées par le torpilleur italien Ardente, au nord-ouest de l'île de Zembra.
Ce navire et son équipage ont été honorés et immortalisés par le neveu d'un des marins disparus (le lieutenant Stephen E. Spring Rice, RNVR), le musicien anglais Thomas Dolby, dans la chanson "One of Our Submarines".

## Conception et description
Le troisième lot de sous-marins de classe U a été légèrement élargi et amélioré par rapport au deuxième lot précédent de la classe U. Les sous-marins avaient une longueur totale de 60 mètres et déplaçaient 549 t en surface et 742 t en immersion. Les sous-marins de la classe U avaient un équipage de 31 officiers et matelots.
Le P48 était propulsé en surface par deux moteurs diesel fournissant un total de 615 chevaux-vapeur (459 kW) et, lorsqu'il était immergé, par deux moteurs électriques d'une puissance totale de 825 chevaux-vapeur (615 kW) par l'intermédiaire de deux arbres d'hélice. La vitesse maximale était de 14,25 nœuds (26,39 km/h) en surface et de 9 nœuds (17 km/h) sous l'eau.
Le P48 était armé de quatre tubes lance-torpilles de 21 pouces (533 mm) à l'avant et transportait également quatre recharges pour un grand total de huit torpilles. Le sous-marin était également équipé d'un canon de pont de 3 pouces (76 mm).

## Construction et services
Commandé le 23 août 1940, le P48 est déposé le 2 août 1941 par Vickers Armstrong à Barrow-in-Furness, puis lancé le 15 avril 1942. Il a été mis en service le 18 juin 1942 à Holy Loch, puis a effectué des entraînements et des tests de plongée dans la région de la rivière Clyde. Après des essais supplémentaires avec des torpilles au large d'Arrochar, le sous-marin s'est ensuite dirigé vers Lerwick, où il est arrivé le 17 juillet.
Le lendemain, le 18 juillet, le P48 quitte Lerwick pour une patrouille anti-sous-marine en mer de Norvège. La patrouille s'est déroulée sans incident, et le P48 est rentré au port le 29 juillet. Après être passé par Holy Loch et Rothesay, le sous-marin part pour Gibraltar le 12 août ; après une semaine en mer, il a reçu l'ordre de rechercher un pétrolier allemand, mais il a subi une inondation de ses machines auxiliaires, ce qui l'a obligé à abandonner sa patrouille et à continuer vers Gibraltar. Le 23 août, le P48 arrive et subit des réparations, puis des exercices jusqu'au 27 septembre.
Entre le 29 septembre et le 6 octobre 1942, le P48 effectue une autre patrouille, en mer d'Alboran, mais n'enregistre aucun succès. Le 31 octobre, le P48 quitte Gibraltar pour une autre patrouille en Méditerranée, avec l'ordre de mener une opération spéciale de débarquement au large d'Alger, puis de se rendre à Malte. Son armement avait été réduit à six torpilles au total pour faire de la place aux équipements supplémentaires. Le 4 octobre, le P48 a lancé une équipe de débarquement dans un folbot, puis a fait office de radiophare directionnel lors du débarquement allié trois jours plus tard (opération Torch). Après avoir reçu l'ordre de patrouiller au large de Bizerte, en Tunisie, le P48 a aperçu un navire marchand ennemi et l'a attaqué avec trois torpilles, mais l'a manqué. Après une autre attaque infructueuse, le sous-marin a mis fin à sa patrouille à Malte et a rejoint la 10e flottille de sous-marins qui y était basée.
Le 26 novembre, le P48 effectue une autre patrouille, au nord-est de la Tunisie. Une semaine plus tard, il attaque un convoi germano-italien, mais n'a obtenu aucun résultat; il a ensuite été attaqué avec des grenades sous-marines par des navires d'escorte, mais n'a pas été endommagé. Le 5 décembre, le sous-marin lance trois torpilles sur un navire marchand allemand, escorté par un destroyer. Les torpilles ont cependant manqué leur cible et le P48 est de nouveau attaqué, mais il s'en est sorti indemne. Le sous-marin est rentré à Malte le 8 décembre.
Le HMS P48 a quitté Malte pour sa dernière patrouille le 23 décembre 1942, sous le commandement du lieutenant M.E. Faber. Deux jours plus tard, alors qu'il attaque un important convoi italien, un avion d'escorte tire des rafales de mitrailleuses en mer pour signaler la présence d'un sous-marin ennemi. Quelques secondes plus tard, le torpilleur italien Ardente, qui escortait le convoi, a établi un contact sonar avec une cible, puis l'a attaqué avec 48 grenades sous-marines. Une grande nappe de pétrole de 100 à 150 mètres de diamètre a été observée à la position géographique de 37° 17′ N, 10° 32′ E et l'équipage du torpilleur a déclaré que le sous-marin avait coulé. Il est très probable que le sous-marin était le P48, mais son épave n'a pas été retrouvée et il est possible qu'il ait été coulé ailleurs par la suite. Le sous-marin a été officiellement déclaré en retard le 5 janvier 1943.

## Commandants
- Lieutenant  (Lt.) Michael Elliot Faber (RN) de mai 1942 au 25 décembre 1942